# 埃夫任·埃尔班
埃夫任·埃尔班（捷克語：Evžen Erban，1912年6月18日—1994年7月26日），捷克斯洛伐克共产党领导人，1968年因为反对约瑟夫·斯姆尔科夫斯基而辞职。

## 获奖
- 克莱门特·哥特瓦尔德勋章（1968年6月27日）[2]
- 共和国勋章（两次：1955年5月7日，1962年6月18日）[3]
- 胜利的二月勋章（1973年2月20日）[4]
- 1948年2月25日勋章（1949年）